# Mariengrotte (Dirmstein)
Die Mariengrotte auf der Feldgemarkung der rheinland-pfälzischen Ortsgemeinde Dirmstein ist ein Marienheiligtum der katholischen Kirche mit der Statue einer Madonna mit Kind. Die Grotte wurde in den Weinbergen westlich der Dirmsteiner Wohnbebauung errichtet.

## Geographische Lage
Der Standort der Mariengrotte ist auf 119 m ü. NHN am Osthang des Goldbergs in der Gewanne Im Fuchsloch; die umgebenden Weinberge gehören zur Lage Dirmsteiner Mandelpfad. Die Grotte steht etwa 120 m westlich der Wohnbebauung an einem Fußweg. Dieser verbindet quer zum Hang zwei Wirtschaftswege, die aus den Ortsstraßen Am Mandelpfad und Obertor hervorgehen und hangaufwärts nach Westen verlaufen. Knapp 200 m nördlich der Grotte führt von Osten nach Westen die Landesstraße 453 (Frankenthal–Grünstadt) vorbei.

## Geschichte
Die Grotte wurde 1998/1999 durch Angehörige der Kolpingsfamilie Dirmstein erbaut und am 19. April 1999, dem Gedenktag des Papstes Leo IX., feierlich eingeweiht. Die Grundsteinurkunde mit dem lateinischen Wahlspruch IN HONOREM SANCTAE MARIAE, DEI GENITRICIS (deutsch: Zur Ehre der heiligen Maria, der Gottesgebärerin) trägt die Unterschriften von vier damals Verantwortlichen: Anton Schlembach, Bischof von Speyer; Peter J. Schappert katholischer Ortspfarrer; Klaus Schroth und Artur Spielvogel, Vorstände der Kolpingsfamilie Dirmstein.
Am Hang nah beim Standort der Grotte stürzte am 21. Februar 1945 ein britisches Bombenflugzeug ab, das beim Anflug auf die Stadt Worms abgeschossen wurde. Ein mit dem Fallschirm abgesprungenes Besatzungsmitglied, der 21-jährige Heckschütze Cyril William Sibley, wurde anschließend durch die Dirmsteiner Adolf Wolfert und Georg Hartleb ermordet.

## Anlage
Die aus Sandstein gemauerte Grotte ist in ihren Außenmaßen knapp 3 m hoch, etwa 2,5 m breit und gut 1 m tief. Die hangabwärts, nach Osten, zeigende Vorderseite ist offen und wird von einem gemauerten Rundbogen begrenzt. Innen liegt von Seite zu Seite ein etwa 50 cm hohes Sandsteinpodest, auf dem die Statue der Madonna ruht, die auf ihrem rechten Arm das Jesuskind hält. Zur Erschwerung von Vandalismus ist die Vorderseite mit einer zweiflügeligen Gittertür gesichert, deren Eisenstäbe in geschlossenem Zustand die Form einer Sonne bilden. Links und rechts steht je eine Sitzbank.